# قانون الحرب: الخيانة العظمى
قانون الحرب: الخيانة العظمى (بالإنجليزية: Act of War: High Treason)‏ هي لعبة فيديو صدرت في مارس 24, 2006، وهي متوفرة على أجهزة مايكروسوفت ويندوز. اللعبة من نشر آتاري.